# Mars 1

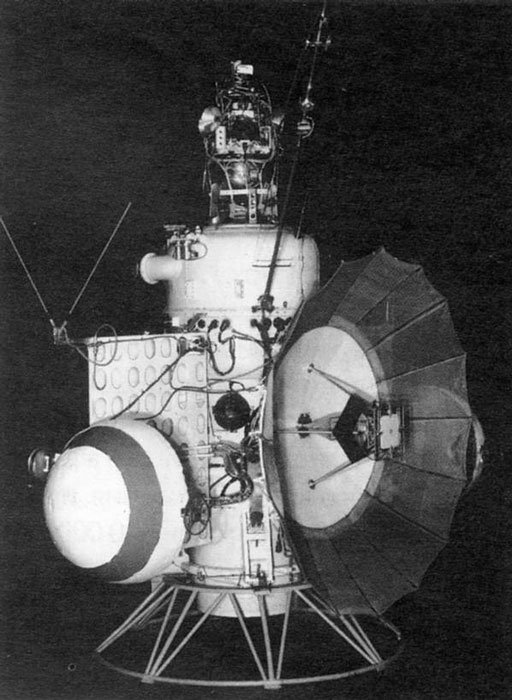
Mars 1.

Mars 1, còn được gọi là 1962 Beta Nu 1, Mars 2MV-4 và Sputnik 23, là một trạm liên hành tinh tự động được phóng theo hướng Sao Hỏa vào ngày 1 tháng 11 năm 1962. Đây là tàu thăm dò đầu tiên thành công thuộcchương trình Mars của Liên Xô, với mục đích bay sát hành tinh này ở khoảng cách khoảng 11.000 kilômét (6.800 mi). Mars 1 được thiết kế để chụp ảnh bề mặt Sao Hỏa và gửi dữ liệu về bức xạ vũ trụ, tác động của vi thiên thạch và từ trường của Sao Hỏa, môi trường bức xạ, cấu trúc khí quyển và các hợp chất hữu cơ có thể tồn tại.
Sau khi rời khỏi quỹ đạo Trái Đất, tàu vũ trụ và và tầng thứ tư của tên lửa đẩy Molniya được tách ra và các tấm pin Mặt Trời được triển khai. Phép đo từ xa ban đầu chỉ ra rằng có một lỗ rò rỉ ở một trong các van khí trong hệ thống định hướng nên tàu vũ trụ đã được chuyển sang chế độ ổn định con quay hồi chuyển. Nó đã thực hiện 61 lần truyền sóng vô tuyến, ban đầu cách nhau hai ngày và sau đó là năm ngày, chứa một lượng lớn dữ liệu liên hành tinh được thu thập.

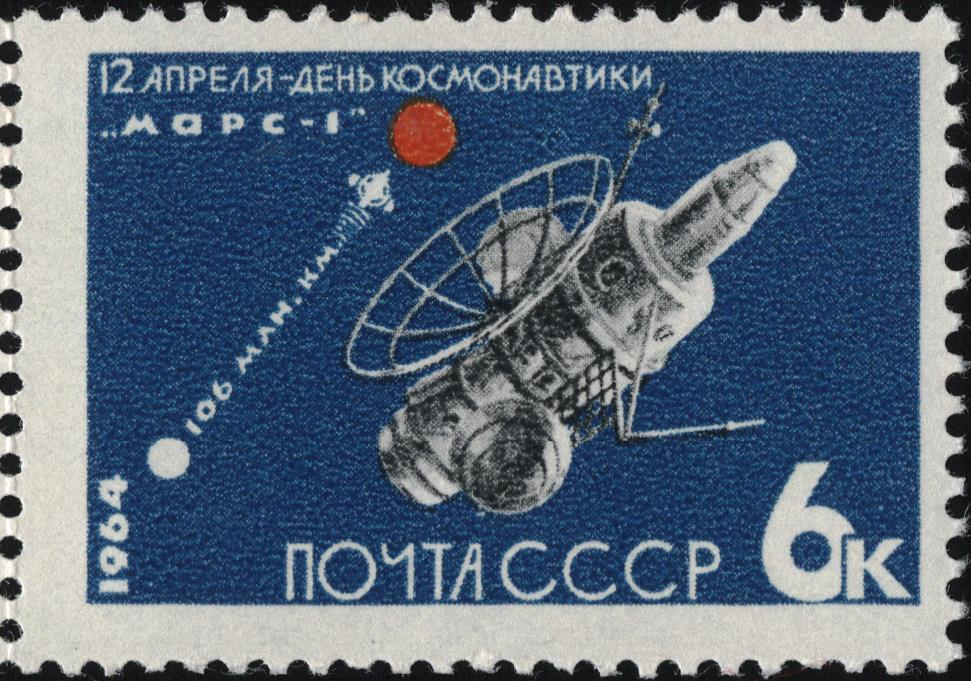
Tem "Mars 1" ở Liên Xô.

Vào ngày 21 tháng 3 năm 1963, khi tàu vũ trụ cách Trái Đất khoảng 106.760.000 kilômét (66.340.000 mi), các liên lạc đã bị ngừng, có thể là do hệ thống định hướng ăngten của tàu vũ trụ bị hỏng. Lần tiếp cận gần Sao Hỏa nhất của Mars 1 có thể đã xảy ra vào ngày 19 tháng 6 năm 1963, ở khoảng cách xấp xỉ 193.000 kilômét (120.000 mi), sau đó tàu vũ trụ tiến vào quỹ đạo quay quanh Mặt Trời.